# Giorgos Giakoumakis
Giorgos Giakoumakis (Heraklion, 9 de dezembro de 1994) é um futebolista profissional grego que atua como atacante. Atualmente joga no PAOK emprestado pelo Cruz Azul .

## Carreira

### Atsalenios
Giorgos Giakoumakis se profissionalizou no Atsalenios, em 2011.

### AEK Atenas
Giorgos Giakoumakis se transferiu para o AEK Atenas, em 2014.

## Títulos
AEK Atenas
- Superliga Grega: 2017–18

Celtic
- Campeonato Escocês: 2021–22
- Copa da Liga Escocesa: 2021–22

Cruz Azul
- Copa dos Campeões da CONCACAF: 2025[5]